# 3603 Gajdušek
A 3603 Gajdušek (ideiglenes jelöléssel 1981 RM) a Naprendszer kisbolygóövében található aszteroida. Ladislav Brožek fedezte fel 1981. szeptember 5-én.